# Can Fargas (Fogars de Montclús)
Can Fargas és una masia de Fogars de Montclús (Vallès Oriental) inclosa a l'Inventari del Patrimoni Arquitectònic de Catalunya.

## Descripció
Masia de planta rectangular. Està composta per planta baixa i dos pisos amb coberta a dues vessants. Té dues façanes totalment diferents i són fruit de dues intervencions, la primera, la de la façana nord, té elements formals i decoratius barrocs, la segona, la de la façana de migdia, és de composició simètrica i amb una disposició de vuits i plens de caràcter neoclàssic.

## Història
Aquesta masia es troba en mig d'un extens pla i a uns 200m de Can Rifer. Resta en estat ruïnós. En la placa de migdia hi ha una placa on resa la inscripció: "casa fundada per Antoni Marra el 1723. Restaurada per Isidre Marra el 1870, dirigida pel mestre d'obres Agustí Quero i Torras".